# Géza Thinsz
Géza Thinsz, född 9 juni 1934 i Budapest, Ungern, död 14 juli 1990 i Stockholm, var en svensk författare, förlagsredaktör och översättare. Bror till filmfotograf Béla Thinsz. Thinsz kom som flykting till Sverige 1956 och tog en fil. kand. vid Uppsala universitet 1961. Han arbetade sedan som förlagsredaktör, först på Bonniers, sedan på Norstedts och introducerade därtill en rad ungerska poeter i Sverige. Utöver böckerna på svenska nedan har han gett ut 14 diktsamlingar på ungerska.
Han ligger begravd i Skokloster.

## Böcker (på svenska)
- 1978 – Konsten att föra dialog (Fripress)
- 1982 – Besök utanför ordningen (Fripress)
- 1986 – Någon dikterar (Norstedts)
- 1987 – Gästspel i tiden, en pikareskroman (Norstedts)
  - Dansk översättning: Gaestespil i tiden (oversat af Astrid Nordentoft) (København : Rebekka, 1987)

## Översättningar (till svenska)
- 1966 – Moderna ungerska berättare: en antologi (sammanställd av Géza Thinsz och János Csatlós, Norstedts)
- 1968 – Sex ungerska poeter: modern ungersk lyrik (i urval av Géza Thinsz, dikter av Attila József, Sándor Weöres, Lörinc Szabó, Gyula Illyés, László Nagy, Ferenc Juhász, tolkningar av Werner Aspenström [m.fl., däribland Thinsz], Bonniers)
- 1973 – Petöfi - ett minnesalbum (sammanställt av Géza Thinsz, Stockholm)
- 1973 – Tomas Tranströmer, Robert Bly, János Pilinszky: Stigar (Pilinszky översatt av Tranströmer tillsammans med Thinsz) (Författarförlaget)
- 1973 – Sándor Weöres: Tystnadens torn: dikter (tolkade av Werner Aspenström, Reidar Ekner, Ingemar Leckius, Erik Lindegren, Bo Setterlind, Géza Thinsz och Tomas Tranströmer, Bonniers)
- 1978 – Gyula Illyés: Ordning i ruinerna (tolkningar av Artur Lundkvist [m.fl., däribland Thinsz], Fripress)
- 1988 – Agnes Gergely: Rapsodi vid midnatt: dikter (Fripress)

## Priser
- 1980 – Samfundet De Nios översättarpris